# Cephalaeschna acutifrons
Cephalaeschna acutifrons är en trollsländeart som först beskrevs av Martin 1909.  Cephalaeschna acutifrons ingår i släktet Cephalaeschna och familjen mosaiktrollsländor. IUCN kategoriserar arten globalt som otillräckligt studerad. Inga underarter finns listade i Catalogue of Life.